# Faustino Godinho Gonçalves

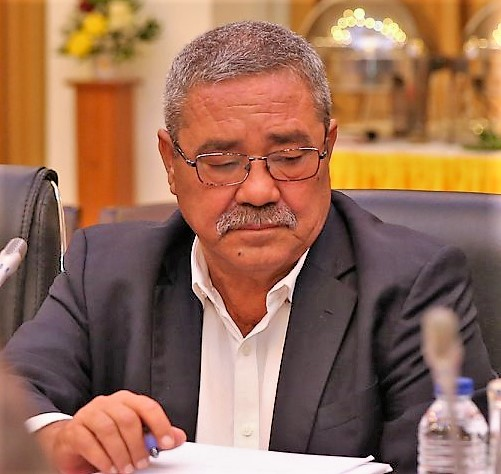
Faustino Godinho Gonçalves (2019)

Faustino Godinho Gonçalves da Costa ist ein Unternehmer und ehemaliger Politiker der FRETILIN aus Osttimor. Er ist Chef der Baufirma Holgapa Ltd.
Costa kandidierte bei den Wahlen 2001 auf Platz 59 der FRETILIN-Liste für die Verfassunggebende Versammlung, aus der mit der Entlassung in die Unabhängigkeit am 20. Mai 2002 das Nationalparlament Osttimors wurde. Da die FRETILIN aber 12 Distriktmandate und nur 55 Sitze insgesamt gewann, gelang Costa der Einzug zunächst nicht. Erst als Abgeordnete auf ihren Sitz verzichteten, weil sie Regierungsämter übernahmen oder aus anderen Gründen, rückte Costa als achter Ersatzabgeordneter in das Parlament nach.
Bei den Parlamentswahlen in Osttimor 2007 trat Costa auf Listenplatz 53 der FRETILIN an, blieb aber damit für einen Wiedereinzug in das Parlament chancenlos. 2012 war Costa nicht mehr Kandidat.
Am 17. Oktober 2017 wurde Gonçalves von Präsident Francisco Guterres in den Staatsrat Osttimors berufen. Das Amt hatte er bis 2023 inne.